# Gourgançon
Gourgançon is een gemeente in het Franse departement Marne (regio Grand Est) en telt 149 inwoners (1999). De plaats maakt deel uit van het arrondissement Épernay.

## Geografie
De oppervlakte van Gourgançon bedraagt 30,4 km², de bevolkingsdichtheid is 4,9 inwoners per km².
De onderstaande kaart toont de ligging van Gourgançon met de belangrijkste infrastructuur en aangrenzende gemeenten.

## Demografie
Onderstaande figuur toont het verloop van het inwonertal (bron: INSEE-tellingen).